# Mylabris fiesi
Mylabris fiesi es una especie de coleóptero de la familia Meloidae.

## Distribución geográfica
Habita en Togo.